# الدوري الهولندي الدرجة الثانية 1964–65
الدوري الهولندي الدرجة الثانية 1964–65 (بالهولندية: Tweede divisie 1964/65)‏ هو موسم من الدوري الهولندي الدرجة الثانية. فاز فيه نادي كامبور.